# Деньгины
Деньгины — деревня в Слободском районе Кировской области в составе Стуловского сельского поселения.

## География
Находится на расстоянии примерно 3 км на юго-запад от западной окраины районного центра города Слободской.

## История
Известна с 1678 года как деревня Пронина с 4 дворами. В 1764 году учтено 17 жителей. В 1873 году в деревне Терентьевская (Конево) было учтено дворов 6 и жителей 40, в 1905 8 и 58, в 1926 8 и 47, в 1950 9 и 32, в 1989 учтен был 1 постоянный житель. Имеет дачный характер.

## Население
Постоянное население  не было учтено как в 2002 году, так и в 2010.